# ハノイ証券取引所
ハノイ証券取引所（ハノイしょうけんとりひきしょ、Hanoi Securities Trading Center，Hanoi STC、ベトナム語：Sở Giao dịch Chứng khoán Hà Nội / 所交易證券河內）は、ベトナム・ハノイにある証券取引所。2005年7月にホーチミン証券取引所に次いで同国二番目の取引所として設立。
設立時は6銘柄でスタートした。